# Alannguaq Qerrilip Tasia
Alannguaq Qerrilip Tasia är en sjö i Qaqortoq på Grönland.